# Per Adolf Geijer

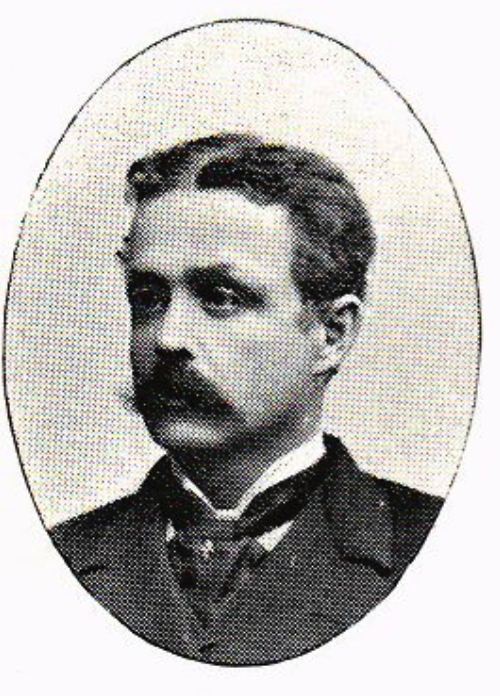
Per Adolf Geijer

Per Adolf Geijer (* 9. April 1841 in Uddeholm; † 16. April 1919 in Uppsala) war ein schwedischer Romanist.

## Leben und Werk
Geijer promovierte 1869 in Uppsala mit der Arbeit Sur la dérivation et l’emploi des temps de la conjugaison française, hörte in Paris bei Gaston Paris und unterrichtete ab 1872 Französisch und Italienisch an der Universität Uppsala. Er war von 1890 bis 1904 an der Universität Uppsala Inhaber des Lehrstuhls für moderne europäische Sprachen und Literaturen und von 1904 bis 1906 des ersten schwedischen Lehrstuhls für Romanische Philologie (sein Nachfolger war Erik Staaff).
Per Adolf Geijer war der Bruder des Generals Gottschalk Geijer (1850–1924). Er spielte eine Rolle bei der Vergabe des Literaturnobelpreises an Frédéric Mistral.

## Weitere Werke
- Etudes sur les mémoires de Philippe de Commines. Uppsala 1871
- Meddelanden om skolor och universitet i Tyskland, Italien och Frankrike, reseberättelse. Uppsala 1876
- Om Jeanne Darc. En litteraturstudie. Uppsala 1877
- Frankrikes etnografi enligt senaste derom utkomna arbeiten. Uppsala 1886
- Studier i fransk linguistik. Uppsala 1887
- (mit anderen) Recueil de mémoires philologiques, présenté à M. Gaston Paris par ses élèves suédois, le 9 août 1889, à l’occasion de son 50e anniversaire. Stockholm 1889
- Historisk öfverblick af latinets qui och qualis, fortsatte som relativpronomina i de romanska språken. Uppsala 1897
- Om Artikelen, dess ursprung och uppgift särskildt i franskan och romanska språk. Uppsala 1898
- Modus conjunctivus särskildt i franskan. Språkbiologisk studie. Uppsala 1901
- Gaston Paris. In: Några minnesblad, Uppsala 1905 (in: Studier i modern språkvetenskap, III, 8, S. 205–256)
- Carl Wahlund. Minnestal, Uppsala 1914
- Språkbiologiskt föredrag hållet i Romanska seminariet den 4 maj 1917. Uppsala 1917